# Norbury (Cheshire)
Norbury è un villaggio e parrocchia civile dell'Inghilterra, appartenente alla contea del Cheshire.